# Syndrome de Yentl
Le syndrome de Yentl représente la différence de prise en charge et de suivi médical entre les hommes et les femmes.

## Description
En 1991, la cardiologue américaine Bernadine Healy,  utilise cette expression pour exprimer la différence de prise en charge, de traitement et de suivi médical entre les hommes et les femmes, en cardiologie. Elle est spécialiste de la prise en charge des troubles cardiaques féminins, notamment en milieu hospitalier. Elle œuvre au sein des National Institutes of Health, pour lutter contre les discriminations. 
Le nom du syndrome est tiré de l'héroïne du roman de Isaac Bashevis Singer, Yentl, personnage incarné à l'écran par Barbra Streisand dans lequel elle se déguise en homme afin de recevoir l'éducation qu'elle désire. La référence à Yentl signifie qu'il vaut mieux être un homme pour être soigné. En 1991, ce terme est utilisé pour la première fois en cardiologie, il est depuis étendu à différents types de pathologies et est utilisé de manière générale en médecine,. 
Ce biais en défaveur des femmes est observé également dans la prise en charge des pneumonies, de l’insuffisance et des arythmies cardiaques, de l’implantation de défibrillateurs, du traitement du VIH, des investigations en cas d’AVC, des arthroplasties, et des greffes rénales. 

## Symptômes différents
Une des raisons de ce biais sexiste  vient du fait que la recherche médicale s'intéresse principalement au traitement de patients de sexe masculin. De ce fait , beaucoup de femmes font l'objet de diagnostic erroné. Les  symptômes sont différents de ceux des hommes et ne sont pas étudiés. C'est notamment le cas pour la crise cardiaque. Les signes avant-coureurs pour un homme sont bien identifiés : paralysie du bras gauche, douleur thoracique. Les symptômes pour les femmes sont mal connus : douleur diffuse, difficulté respiratoire et nausée. Cela a pour conséquence que parfois les troubles cardiaques graves ne sont pas dépistées à temps par le personnel soignant, quand il s'agit d'une patiente. 

## Essais cliniques
Pour la mise sur le marché d’un traitement pharmaceutique, des essais cliniques sont effectués en laboratoire, sur des rats ou des souris à 80% de sexe masculin. Le traitement est ensuite administrés à des personnes à 75% de sexe masculin. Les laboratoires justifient leur pratique en mettant en avant les difficultés liés aux cycles hormonaux et risque de grossesse pour les sujets de sexe féminin. Cette prévalence du masculin lors des essais cliniques l'est aussi lorsqu'il s'agit d'étudier des pathologies féminines. En 1993, une étude américaine portant sur obésité, cancers du sein et de l’utérus a été réalisée uniquement sur des sujets masculins. Le Congrès américain a depuis voté une loi pour contraindre les laboratoires  à inclure davantage de femmes lors des essais cliniques.